# Мицикели
Мицикели (на гръцки: Μιτσικέλι) е планински масив, част от планинската верига Пинд в Янинско. Надморската му височина достига 1810 m и името му е гръцки превод на славянобългарското Меча бърлога.
На север се намира Тимфи, а на изток – Лакмос. На запад планината достига до янинското поле, а в подножието ѝ се намира езерото на Янина и пещерата Перама. Зад Мечата бърлога от Янина се намира района Загори. Планината е част от Националния парк „Пинд“.  Мечата бърлога е част от мрежата Натура 2000 с код GR2130008.  Името си носи от многото мечки живеели в нея, която етимология се е отразила и в наименованието на съседно Мецово.